# Влайков Георгій Федорович
Георгій Федорович Влайков (1868 — 12 січня 1936) — санітарний лікар, дворянин.

## Біографія
Народився в 1868 році в болгарській родині священика Федора Васильовича. В 1893 році закінчив Київський університет, після закінчення якого 16 років працював земським лікарем на Полтавщині і Харківщині. В 1909 році в Харкові була опублікована його праця «Обзор деятельности яслей-приютов в Сумском уезде в 1908 г.».
З 1910 року викладав в Київському інституті удосконалення лікарів. Автор 70 наукових праць, серед яких «Учебник по социальной гигиене».

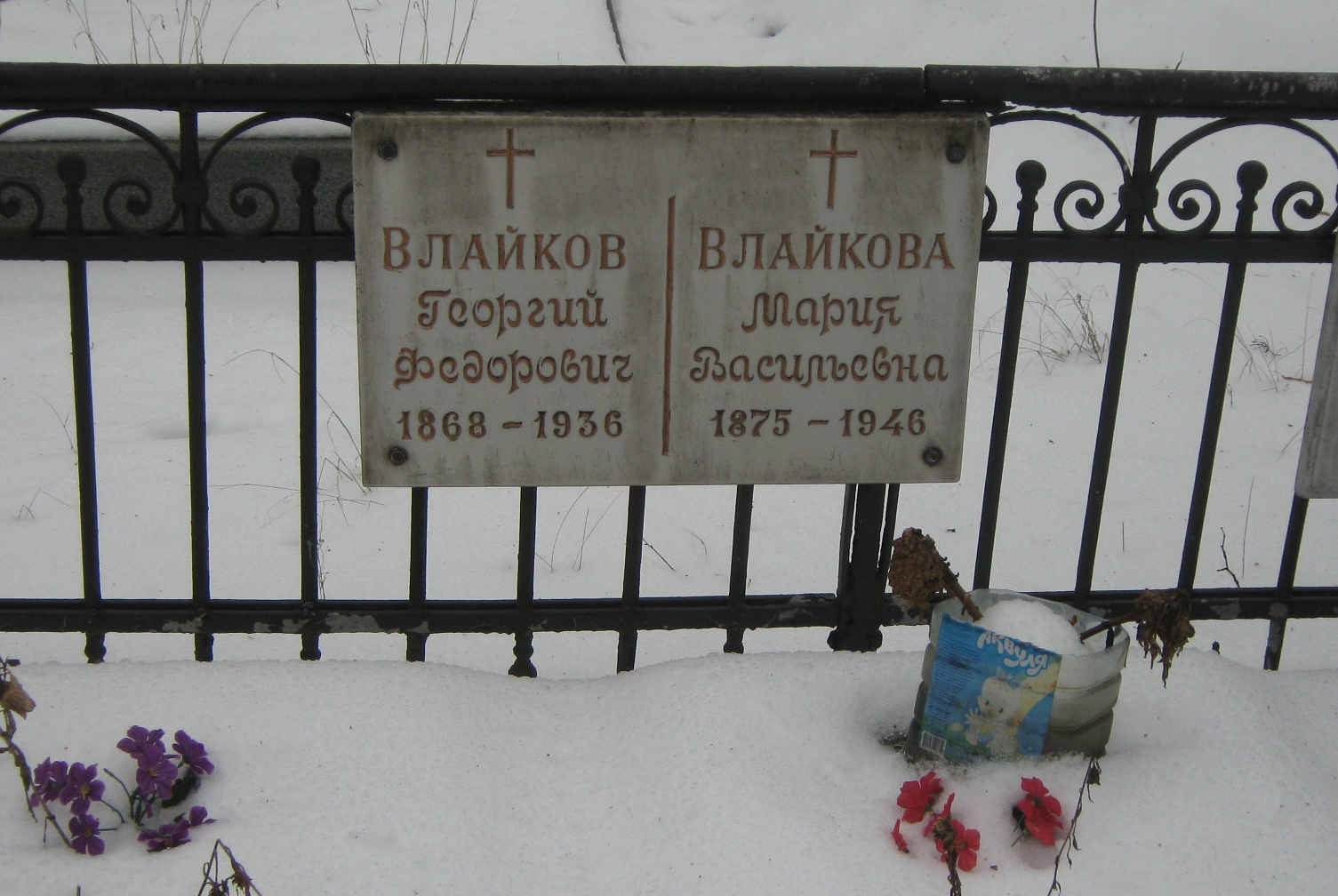
Могила Георгія Влайкова

Помер 12 січня 1936 року. Похований в Києві на Лук'янівському цвинтарі (ділянка № 13-1, ряд 5, місце 10).

## Родина
Був одружений з болгаркою Марією Василівною Кирановою (1875—1946). У них діти:
- Олександра Георгіївна. Була в шлюбі за репресованим професором; у них син Микола Іванович — доцент, кандидат сільськогосподарських наук, одружений з дворянкою Валентиною Дубинською;
- Георгій Георгійович — професор КІБУ, син якого Георгій Георгійович — кандидат фізико-математичних наук, директор Технічного центру Національної аквдемії наук України.

## Пам'ять
Наркомат охорони здоров'я УРСР постановив встановити в КМУ стипендію його імені й присвоїти Київській фельдшерсько-акушерській школі, де Влайков був директором, його ім'я.